# Nariman Azimov
Nariman Abbasgulu oghlu Azimov (en azerí: Nəriman Abbasqulu oğlu Əzimov; Gəncə, 1 de junio de 1936 - Bakú, 19 de noviembre de 2016) fue un compositor y director de orquesta de Azerbaiyán, galardonado con el título "Artista del pueblo de la República de Azerbaiyán" en 1991.

## Biografía
Nariman Azimov nació el 1 de junio de 1936 en la ciudad de Gəncə. Entre 1955 y 1960 estudió en la Facultad de director de orquesta en la Academia de Música de Bakú. Trabajó como el director de coro de la cadena de televisión Azərbaycan Televiziya.
Desde 1974 fue director de arte y director titular de la Orquesta Estatal de Instrumentos Populares de Azerbaiyán. En 2003 recibió el título de profesor.
Nariman Azimov falleció el 19 de noviembre de 2016 por insuficiencia cardíaca en la ciudad de Bakú.

## Premios y títulos
- Artista de Honor de Azerbaiyán (1977)
- Artista del pueblo de la República de Azerbaiyán (1991)[4]
- Orden Shohrat (2016)[5]